# Roodbaardroofvlieg
De roodbaardroofvlieg (Eutolmus rufibarbis) is een vliegensoort uit de familie van de roofvliegen (Asilidae). De wetenschappelijke naam van de soort is voor het eerst geldig gepubliceerd in 1820 door Meigen. Hij komt met name voor bij opgeschoten kruidenvegetaties langs zonbeschenen bosranden en -paden en verwaarloosde akkers op een zandbodem.

## Kenmerken
De roodbaardroofvlieg heeft een lengte van 18-21 mm. Het is een grote, bruine roofvlieg met zwarte poten die bezet zijn met zwarte borstels en kenmerkend gevormde genitaliën. Hij heeft een grote middenknobbel. Deze knobbel is vaak bezet met een rossige baard met wat zwarte borstels aan de bovenzijde en aan de zijkanten. De borstels op het rugborststuk reiken net voorbij de middennaad. Het vrouwtje heeft een grote kenmerkende, zijdelings afgeplatte, sabelvormige legboor.
Hij lijkt op de zandroofvlieg, maar deze heeft witte borstels op de poten en het mannetje heeft geen uitsteekseltje onder de genitaliën.

## Voorkomen
De roodbaardroofvlieg heeft een groot verspreidingsgebied. Hij komt voor in Europa en Turkije, verder in Noord-Azië en Japan. In Engeland is het een zeldzame soort. In Nederland komt hij vrij algemeen voor. De vliegtijd is eind mei tot begin september.